# برج شارد
برج شارد (به انگلیسی: The Shard) برجی هرمی شکل در لندن است که ۹۵ طبقه دارد، و با ۳۱۰ متر ارتفاع، بلندترین برج اتحادیه اروپا و چهل و ششمین ساختمان بلند دنیا است.
این آسمان‌خراش را رنزو پیانو طراح ایتالیایی ساخته‌است. مالکان این برج، چند مؤسسه مالی قطری هستند.
این سازهٔ عظیم شیشه‌ای ۹۵ طبقه است که ساخت آن ۴۵۰ میلیون پوند هزینه برده‌است. در این آسمان‌خراش، رستوران‌ها، ادارات و آپارتمان‌های لوکسی ساخته شده و بین طبقات ۶۸ تا ۷۲ رصدکده‌ای با چشم‌انداز ۳۶۰ درجه از لندن قرار دارد.
ساخت این برج از مارس ۲۰۰۹ شروع شد و در مه ۲۰۱۲ پیش از برگزاری بازی‌های المپیک تابستانی ۲۰۱۲ لندن به پایان رسید.

## نگارخانه

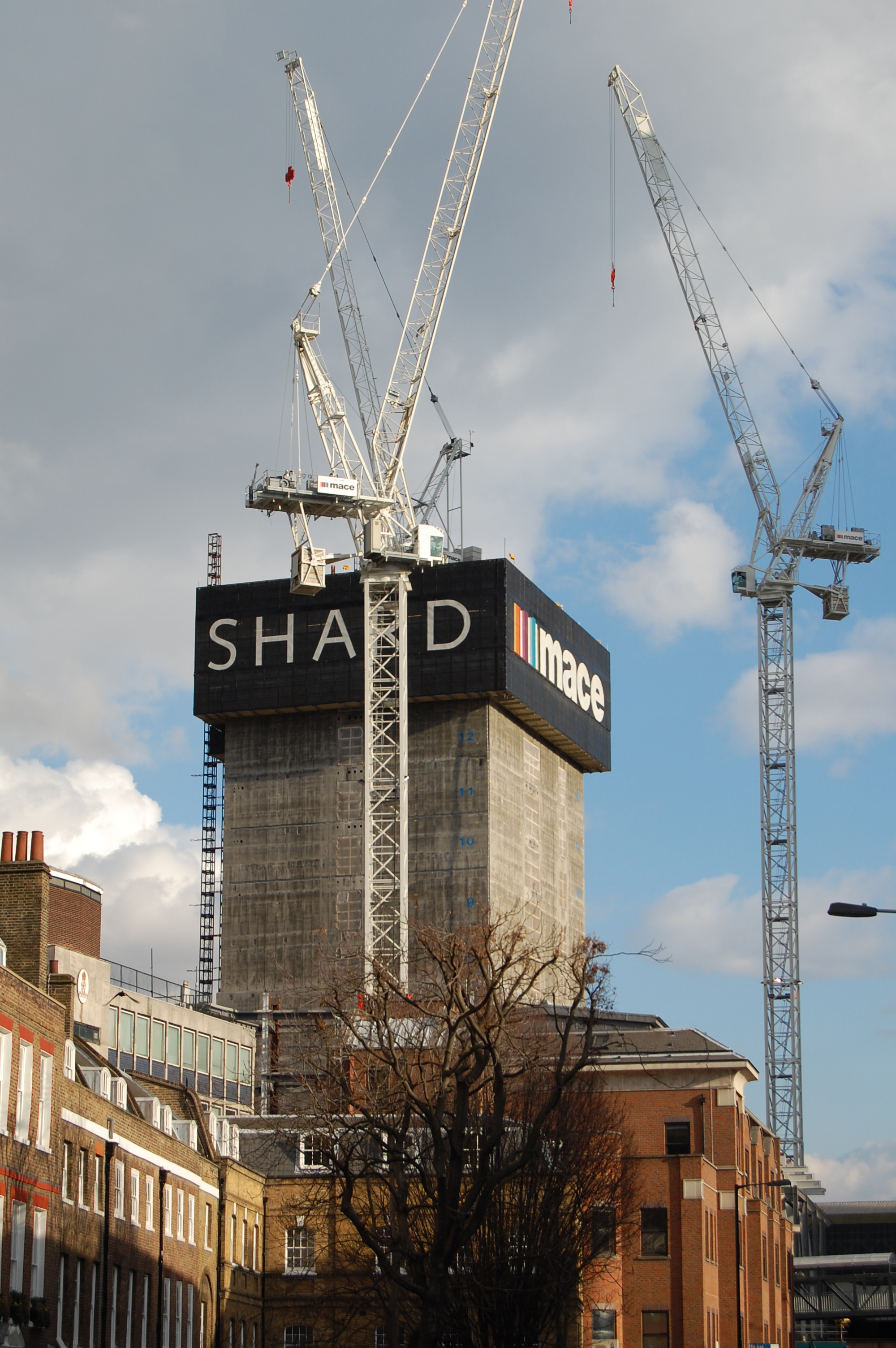
فوریهٔ ۲۰۱۰
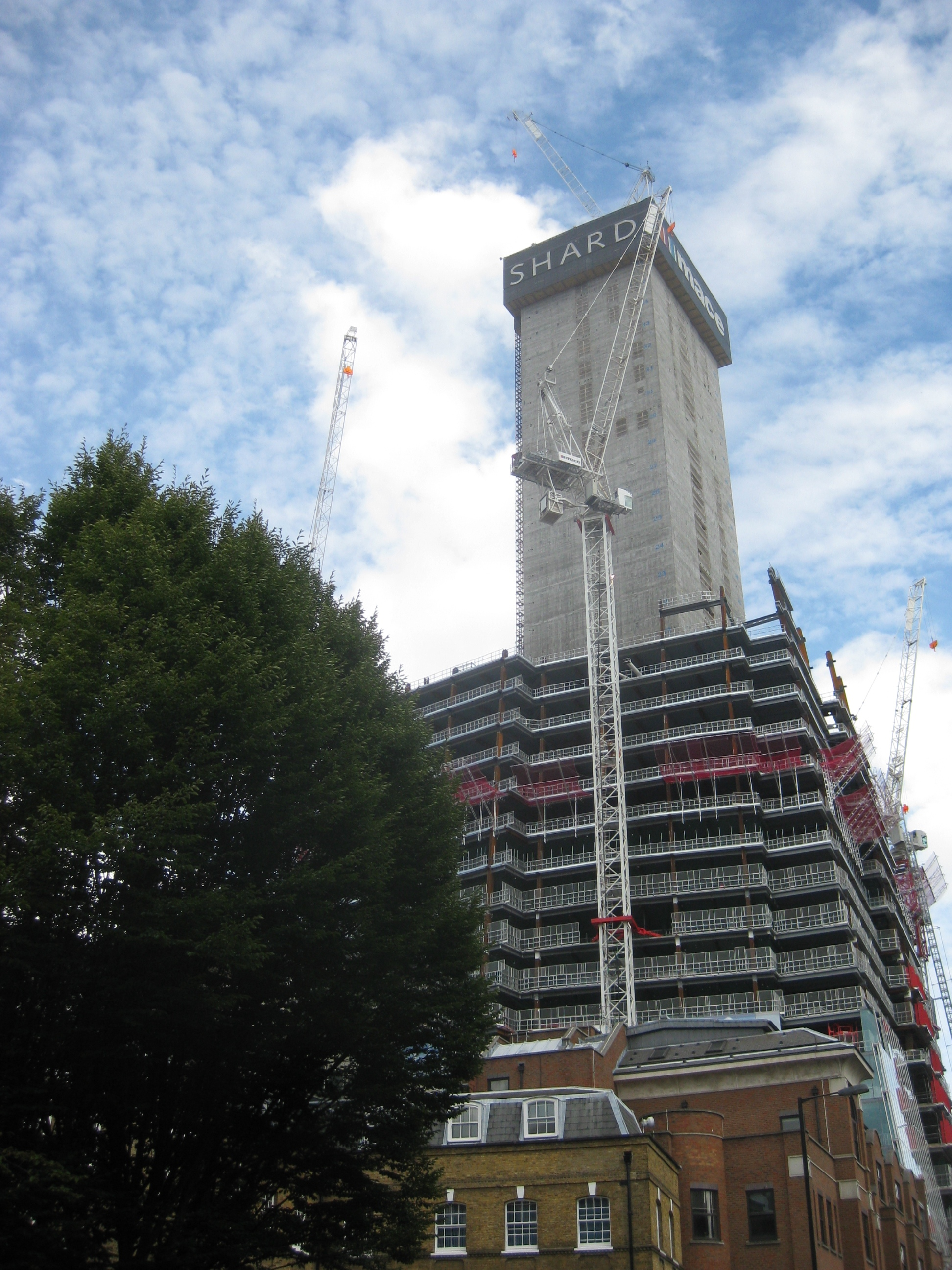
ژوئیهٔ ۲۰۱۰
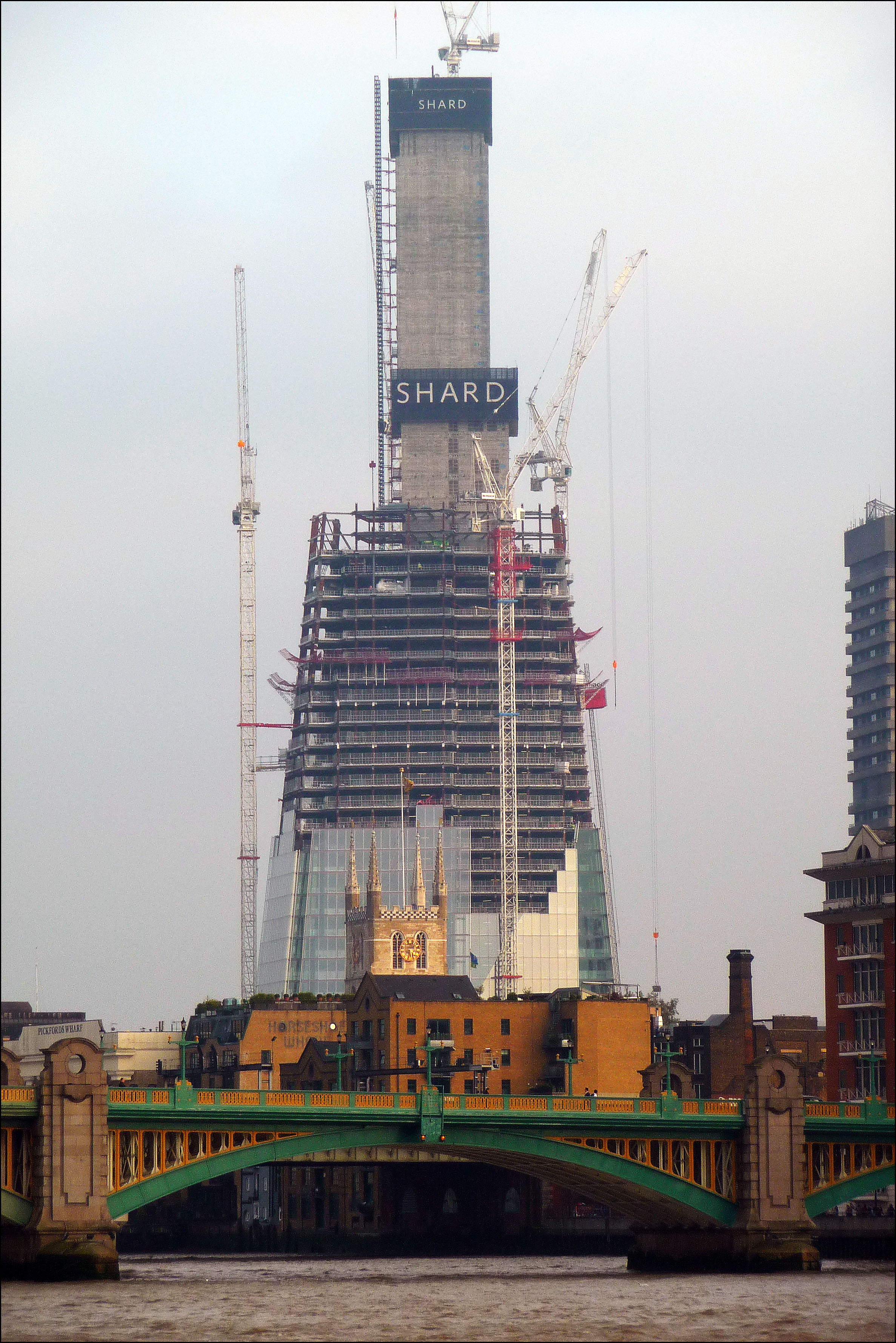
اکتبر ۲۰۱۰
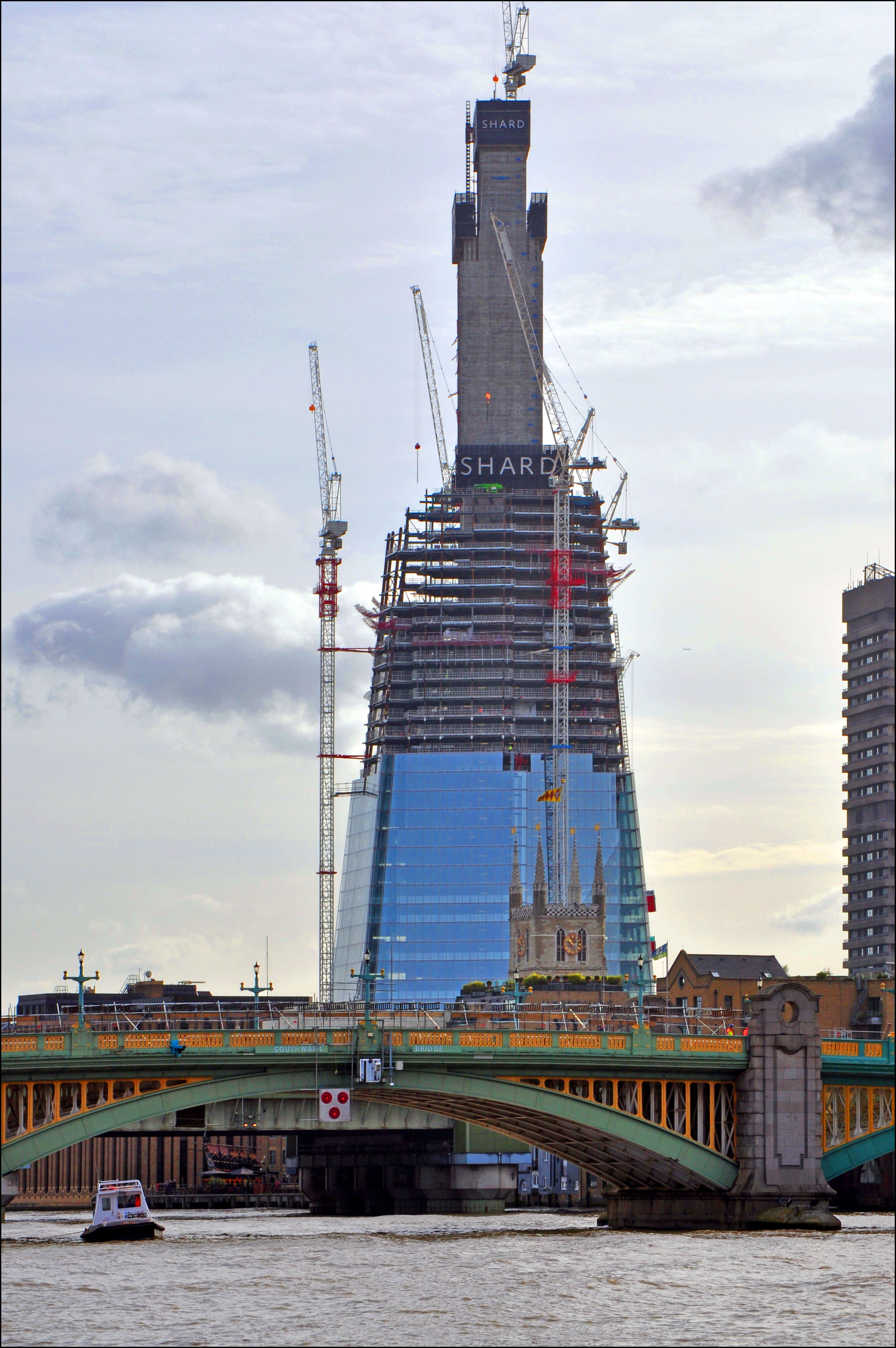
نوامبر ۲۰۱۰
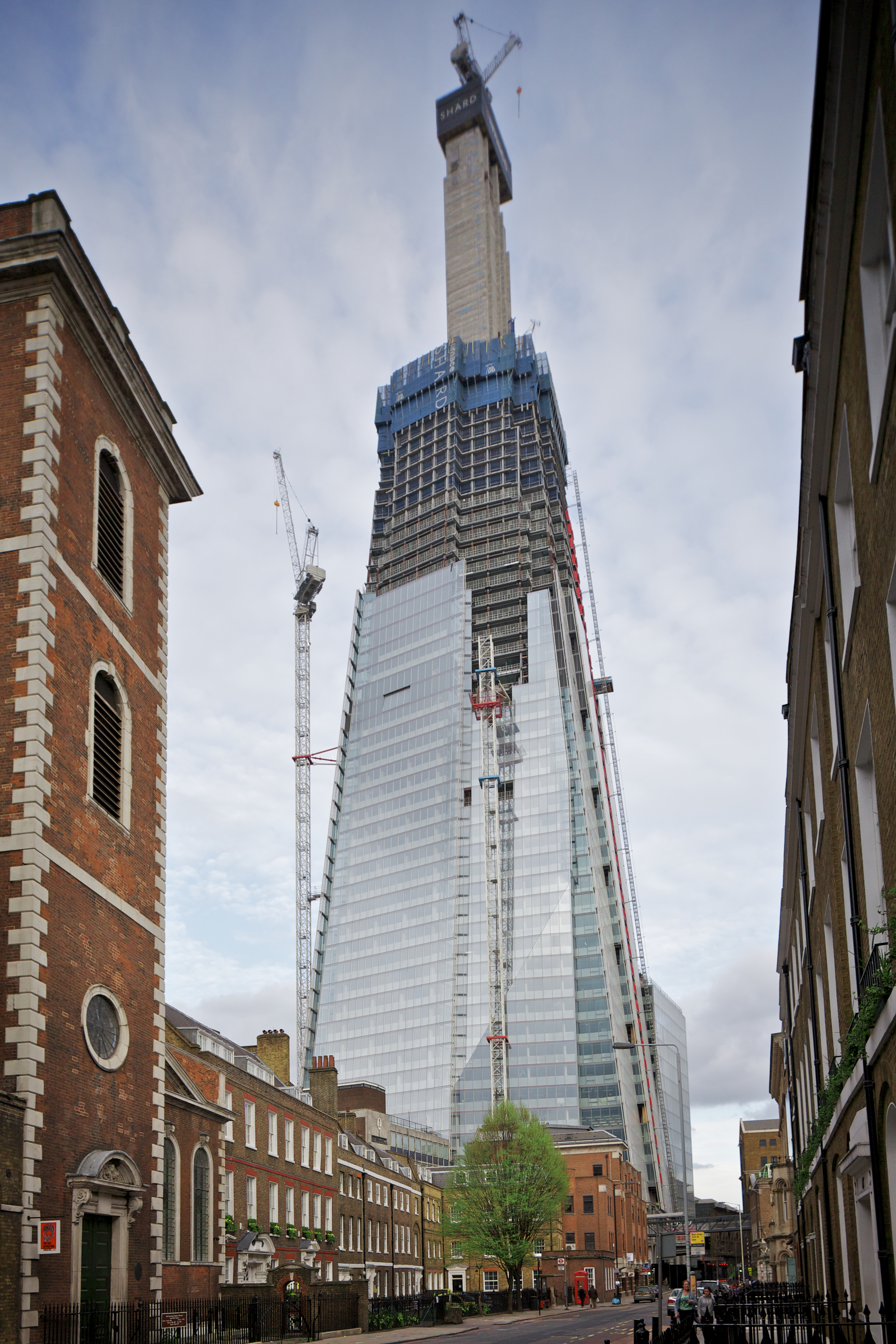
آوریل ۲۰۱۱
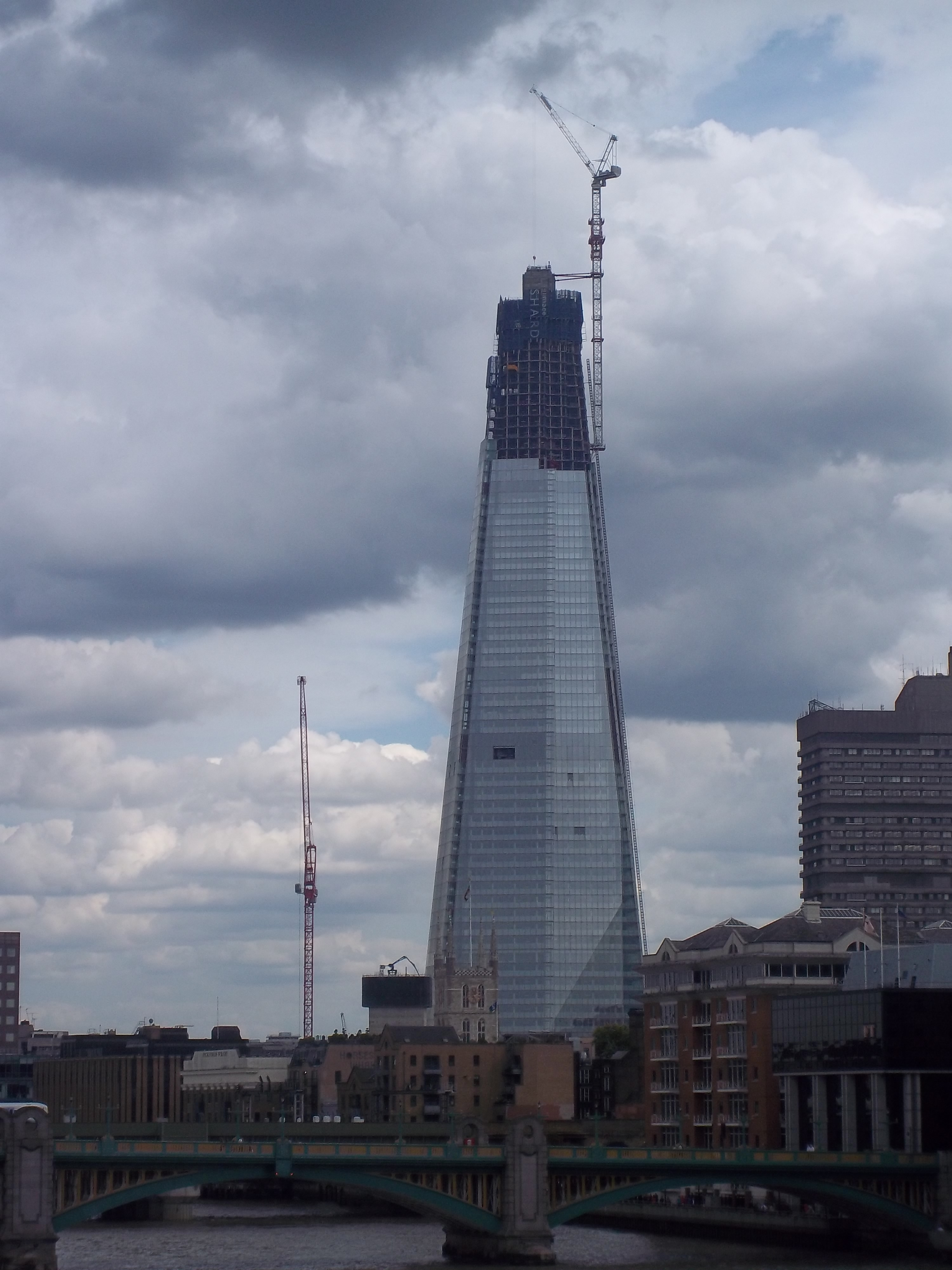
اوت ۲۰۱۱
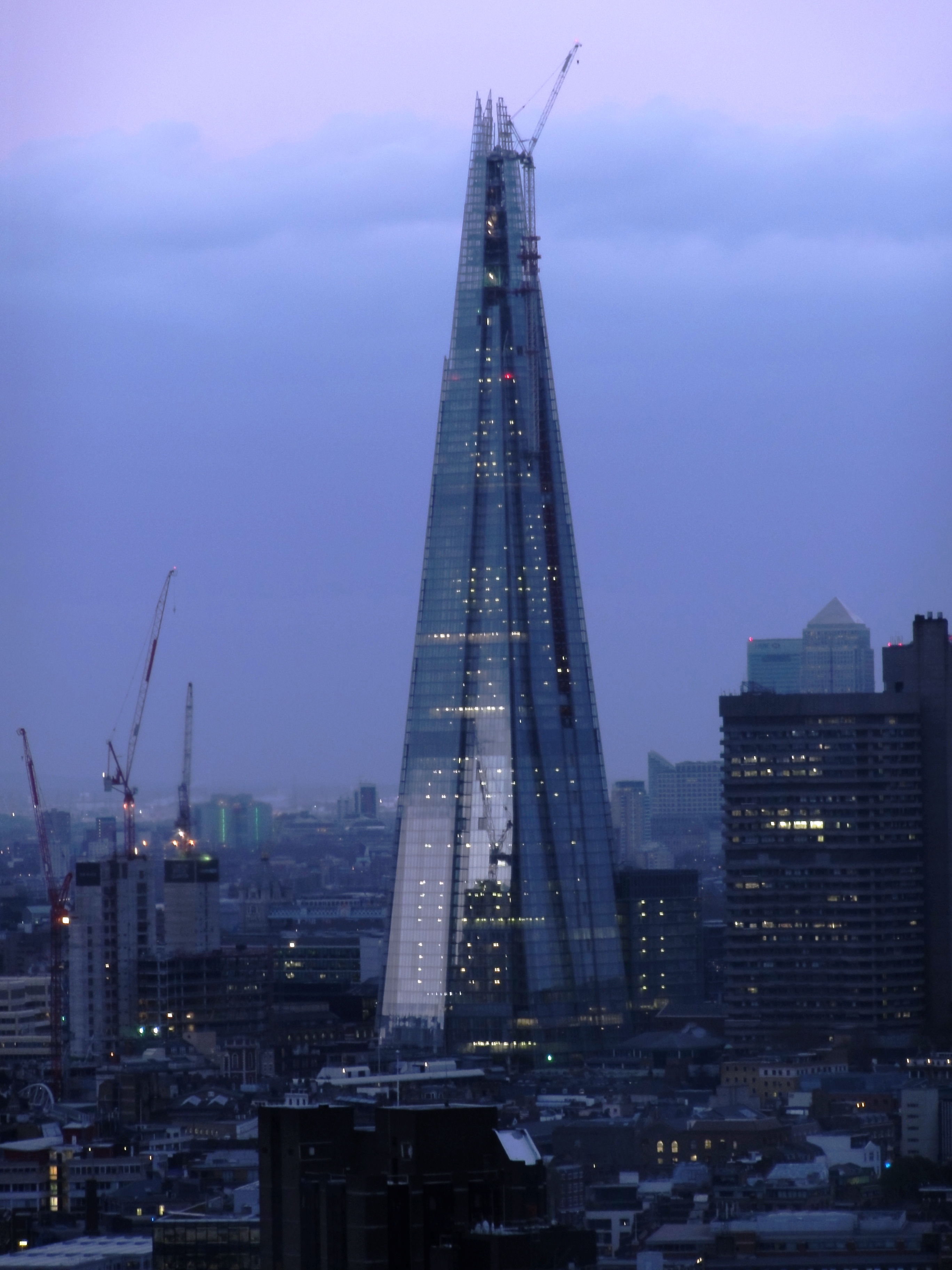
آوریل ۲۰۱۲
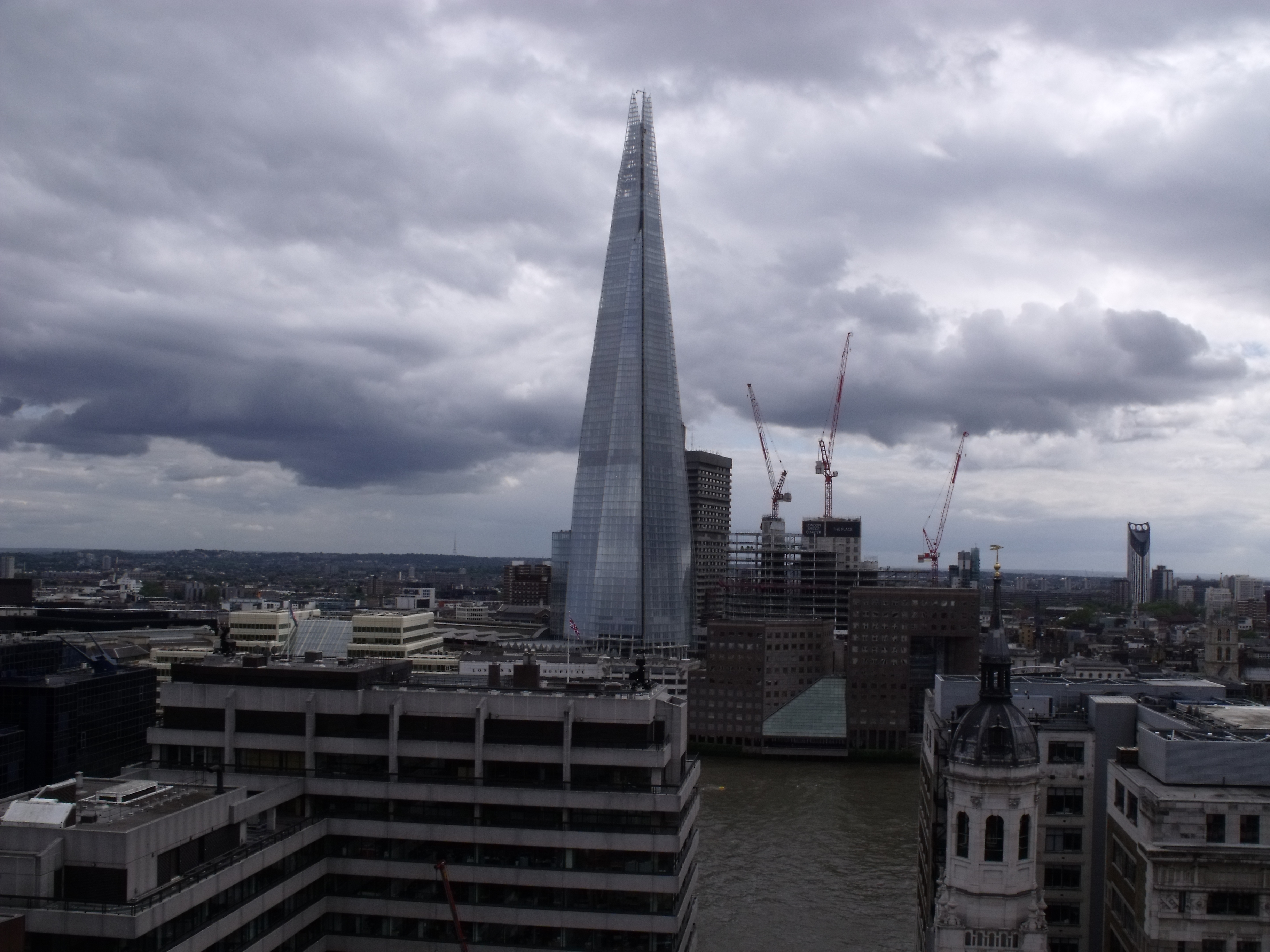
ژوئن ۲۰۱۲